# Esgrima als Jocs Olímpics d'estiu de 1896
Als Jocs Olímpics d'Estiu 1896 es van disputar tres proves d'esgrima. Aquestes proves es disputaren a Zappeion, un edifici situat dins els Jardins Nacionals d'Atenes, entre el 7 i el 9 d'abril.
La competició fou preparada pel sub-comitè d'esgrima. La prova d'espasa fou anul·lada. Totes les proves es feien a tres tactes.
Es van establir categories amateur i mestres. Aquesta darrera marcà el primer precedent de participació de professionals als Jocs Olímpics i durant molt de temps l'esgrima fou l'únic esport olímpic que admetia esportistes professionals.
En total foren 15 atletes de quatre països que competiren en les diferents proves, assolint medalla 8 tiradors diferents pertanyents a 3 països.

## Medaller de les proves d'esgrima
Aquestes medalles foren assignades a posteriori pel Comitè Olímpic Internacional. A l'època, als guanyadors se'ls donava una medalla de plata i els subsegüents llocs no rebien cap premi.
| Prova                       | Or                      | Argent                | Bronze                           |
| Floret detalls              | Eugène-Henri Gravelotte | Henri Callot          | Perikles Pierrakos-Mavromichalis |
| Floret professional detalls | Leonidas Pirgos         | Jean Maurice Perronet |                                  |
| Sabre detalls               | Ioannis Georgiadis      | Telemachos Karakalos  | Holger Nielsen                   |

## Proves d'esgrima

### Floret
La competició de floret va ser una de les tres proves d'esgrima que es disputaren en aquesta edició dels Jocs Olímpics. Es va fer el segon dia dels Jocs, el 7 d'abril. Hi van participar vuit tiradors, repartits en dos grups de 4. El primer de cada grup es classifica per a la final, mentre que a Pierrakos-Mavromichalis se li atorgava la tercera posició per ser el millor tercer. La segona victòria de Vouros (enfrontament B6) és deguda a una sanció per a Komninos-Miliotis.

#### Ronda Preliminar

##### Grup A
TF: Touches a favor | TC: Touches en contra | G: Guanyats | P: Perduts
| Posició | Atleta                           | TF | TC | G | P |
| ------- | -------------------------------- | -- | -- | - | - |
| 1       | Henri Callot                     | 9  | 4  | 3 | 0 |
| 2       | Perikles Pierrakos-Mavromichalis | 7  | 4  | 2 | 1 |
| 3       | Henri Delaborde                  | 5  | 7  | 1 | 2 |
| 4       | Ioannis Poulos                   | 3  | 9  | 0 | 3 |

| Combat | Vencedor                         | Touches | Perdedor                         |
| ------ | -------------------------------- | ------- | -------------------------------- |
| A1     | Perikles Pierrakos-Mavromichalis | 3-1     | Henri Delaborde                  |
| A2     | Henri Callot                     | 3-2     | Ioannis Poulos                   |
| A3     | Perikles Pierrakos-Mavromichalis | 3-0     | Ioannis Poulos                   |
| A4     | Henri Callot                     | 3-1     | Henri Delaborde                  |
| A5     | Henri Callot                     | 3-1     | Perikles Pierrakos-Mavromichalis |
| A6     | Henri Delaborde                  | 3-1     | Ioannis Poulos                   |

##### Grup B
TF: Touches a favor | TC: Touches en contra | G: Guanyats | P: Perduts
| Posició | Atleta                         | TF | TC | G | P |
| ------- | ------------------------------ | -- | -- | - | - |
| 1       | Eugène-Henri Gravelotte        | 9  | 5  | 3 | 0 |
| 2       | Athanasios Vouros              | 8  | 4  | 2 | 1 |
| 3       | Konstantinos Komninos-Miliotis | 5  | 7  | 1 | 2 |
| 4       | Georgios Balakakis             | 3  | 9  | 0 | 3 |

| Combat | Vencedor                       | Touches   | Perdedor                       |
| ------ | ------------------------------ | --------- | ------------------------------ |
| B1     | Konstantinos Komninos-Miliotis | 3-1       | Georgios Balakakis             |
| B2     | Eugène-Henri Gravelotte        | 3-2       | Athanasios Vouros              |
| B3     | Athanasios Vouros              | 3-1       | Georgios Balakakis             |
| B4     | Eugène-Henri Gravelotte        | 3-2       | Konstantinos Komninos-Miliotis |
| B5     | Eugène-Henri Gravelotte        | 3-1       | Georgios Balakakis             |
| B6     | Athanasios Vouros              | 3-0 (w/o) | Konstantinos Komninos-Miliotis |

#### Final
| Combat | Vencedor                | Touches | Perdedor     |
| ------ | ----------------------- | ------- | ------------ |
| F      | Eugène-Henri Gravelotte | 3-2     | Henri Callot |

### Floret professional
La competició de floret professional va ser una de les tres proves d'esgrima que es disputaren en aquesta edició dels Jocs Olímpics. Es va fer el segon dia dels Jocs, el 7 d'abril, just després de la competició d'amateurs. Aquesta fou l'única prova per a professionals d'aquests Jocs Olímpics. Sols hi van participar dos tiradors, i un sol enfrontament decidí les medalles: Leonidas Pirgos de Grècia va guanyar al francès Jean Maurice Perronet per 3 a 1, sent el primer campió grec dels Jocs Olímpics de l'Era Moderna.

#### Final
| Combat | Vencedor        | Touches | Perdedor              |
| ------ | --------------- | ------- | --------------------- |
| 1      | Leonidas Pirgos | 3-1     | Jean Maurice Perronet |

### Sabre
La competició de sabre va ser una de les tres proves d'esgrima que es disputaren en aquesta edició dels Jocs Olímpics i es va disputar el 9 d'abril. Hi van prendre part 5 tiradors, 3 grecs, un danès i un austríac. Cada tirador s'enfrontava a la resta de tiradors, per a un total de 10 combats. Georgiadis en fou el vencedor, havent guanyat tots els combats.

#### Enfrontaments
| Combat | Winner               | Touches | Loser                |
| ------ | -------------------- | ------- | -------------------- |
| 1      | Telemachos Karakalos | 3-0     | Adolf Schmal         |
| 2      | Ioannis Georgiadis   | 3-0     | Georgios Iatridis    |
| 3      | Telemachos Karakalos | 3-2     | Holger Nielsen       |
| 4      | Ioannis Georgiadis   | 3-2     | Adolf Schmal         |
| 5      | Holger Nielsen       | 3-1     | Georgios Iatridis    |
| 6      | Ioannis Georgiadis   | 3-1     | Telemachos Karakalos |
| 7      | Adolf Schmal         | 3-2     | Georgios Iatridis    |
| 8      | Ioannis Georgiadis   | 3-2     | Holger Nielsen       |
| 9      | Telemachos Karakalos | 3-0     | Georgios Iatridis    |
| 10     | Holger Nielsen       | 3-2     | Adolf Schmal         |

#### Classificació final
TF: Touches a favor | TC: Touches en contra | G: Guanyats | P: Perduts
| Posició | Tirador              | TF | TC | G | P |
| ------- | -------------------- | -- | -- | - | - |
| Or      | Ioannis Georgiadis   | 12 | 6  | 4 | 0 |
| Argent  | Telemachos Karakalos | 11 | 5  | 3 | 1 |
| Bronze  | Holger Nielsen       | 10 | 9  | 2 | 2 |
| 4       | Adolf Schmal         | 7  | 11 | 1 | 3 |
| 5       | Georgios Iatridis    | 3  | 12 | 0 | 4 |

## Països participants
Un total de 15 tiradors, de 4 països, van prendre part en els Jocs Olímpics d'Atenes:
- Àustria (1)
- Dinamarca (1)
- França (4)
- Grècia (9)

## Medaller per països de les proves d'esgrima
| Posició | País      | Or | Argent | Bronze | Total |
| 1       | Grècia    | 2  | 1      | 1      | 4     |
| 2       | França    | 1  | 2      | 0      | 3     |
| 3       | Dinamarca | 0  | 0      | 1      | 1     |

Àustria va participar en les proves d'esgrima, però no aconseguí cap medalla.